# Pompowtryskiwacz

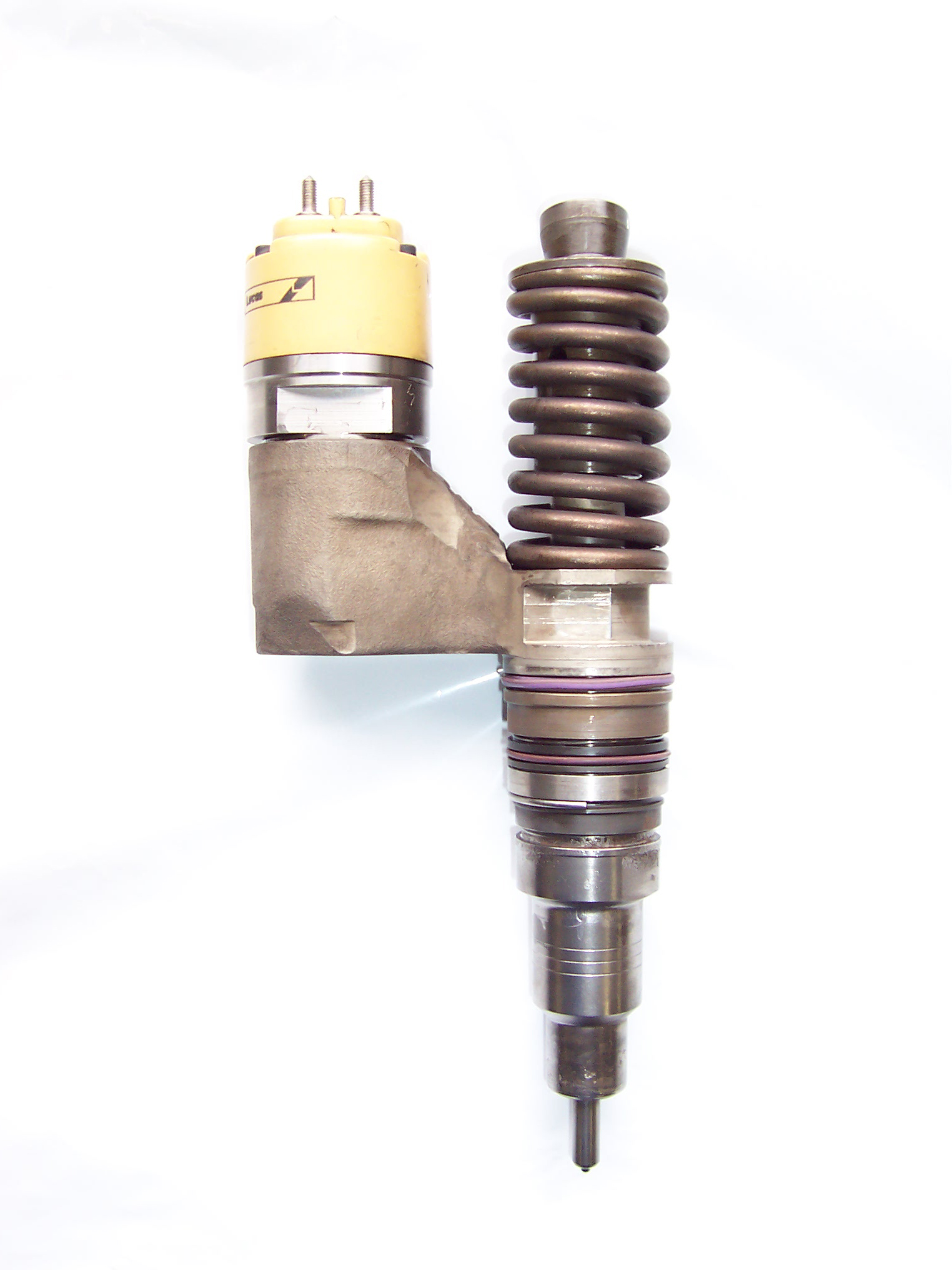
Pompowtryskiwacz elektroniczny starszego typu

Pompowtryskiwacz – urządzenie do hydraulicznego wtrysku paliwa w silniku o zapłonie samoczynnym. 
Pompowtryskiwacz stanowi połączenie wtryskiwacza i sekcji tłoczącej pompy paliwowej. Składa się z cylinderka będącego jednocześnie komorą wysokociśnieniową, w którym ruch posuwisto–zwrotny wykonuje tłoczek napędzany krzywką wałka rozrządu poprzez dźwignię z rolką. Pozostałe elementy to kanały dopływowy i odpływowy paliwa, kanaliki doprowadzające paliwo z komory wysokociśnieniowej pod iglicę, zawór elektromagnetyczny odcinający komorę wysokiego ciśnienia od układu paliwowego, iglica rozpylacza, sprężyna iglicy, dławik iglicy, zawór przelewowy, oraz sprężyna powrotna tłoczka. 
Działanie można podzielić na 4 fazy :
1. Faza ssania - tłoczek posuwa się do góry w wyniku działania sprężyny powrotnej; paliwo wpływa do komory wysokiego ciśnienia,
2. Faza skoku wstępnego - tłoczek posuwa się w dół w wyniku nacisku krzywki wałka rozrządu na tłoczek; zawór elektromagnetyczny jest otwarty, paliwo powraca do kanału niskiego ciśnienia,
3. Faza wtrysku - zawór elektromagnetyczny sterowany jest sterownikiem EDC, zawór elektromagnetyczny odcina komorę wysokiego ciśnienia od kanału dopływowego; ruch tłoczka powoduje wzrost ciśnienia paliwa; w momencie przekroczenia siły napięcia sprężyny iglica rozpylacza unosi się; następuje przedwtrysk paliwa do cylindra silnika; spadek ciśnienia w wyniku otwarcia zaworu przelewowego skutkuje opadnięciem iglicy i zakończeniem wtrysku wstępnego; dopiero po uzyskaniu odpowiedniej wartości ciśnienia paliwa iglica może ponownie się podnieść, następuje wtrysk zasadniczej dawki paliwa,
4. Faza skoku resztkowego - zawór elektromagnetyczny jest wyłączany, wtrysk paliwa jest zakończony; kanał doprowadzający paliwo zostaje otwarty, a nadmiar paliwa przekazywany jest do obwodu niskiego ciśnienia.

Pompowtryskiwacz w stosunku do pompy rozdzielaczowej a zwłaszcza do pompy sekcyjnej wykazuje wiele zalet, do których zaliczamy:
- brak przewodów wysokiego ciśnienia – ich obecność (a ściślej ich procentowo znaczna objętość wewnętrzna w stosunku do jednorazowej dawki paliwa) wpływa niekorzystnie na dawkowanie paliwa do silnika, pulsacje przewodów pod wpływem ciśnienia utrudniają doregulowanie dawki paliwa;
- minimalną zwłokę zapłonu wskutek odparowania paliwa przed wtryskiem do cylindra, co sprawia, że kąt wyprzedzenia wtrysku jest niewielki i nie występują problemy z uruchamianiem silnika;
- wyższe jest ciśnienie wtrysku, co sprawia wyśmienite warunki do wymieszania się strugi par paliwa z powietrzem i jego szybkiego spalenia (przykład: w silnikach VW 2.0 TDI maksymalne ciśnienie wtrysku to 2050 barów dla pompowtryskiwacza elektromagnetycznego oraz 2200 barów dla pompowtryskiwacza piezoelektrycznego);
- nie występuje zjawisko podciekania wtryskiwaczy, co ogranicza zużycie paliwa.

Wszystkie te cechy sprawiają, że silnik zasilany przy użyciu pompowtryskiwaczy ma wysoką sprawność (niskie jednostkowe zużycie paliwa), dobrą szybkobieżność, daje możliwość uzyskania silnika o wysokiej mocy jednostkowej. 
Jednakże pompowtryskiwacze mają też wady do których zaliczamy:
- skomplikowaną konstrukcję głowicy silnika, ponieważ - oprócz układu rozrządu - znajduje się w niej pompowtryskiwacz wraz z układem mechanicznym (napędem tłoka – iglicy);
- twardą pracę silnika – co wynika z krótkiego czasu podania jednorazowej (niedzielonej) dawki paliwa i szybkiego narastania ciśnienia nad tłokiem podczas samozapłonu paliwa;
- trudność w uzyskaniu wysokich norm czystości spalin (EURO IV).

Pompowtryskiwacze w swej pierwotnej wersji były sterowane wyłącznie na drodze mechanicznej znanej jako układ silnika Cummins. 
Rozwój elektrozaworów—a ściślej elektrozaworów o znikomym czasie zwłoki działania—doprowadził do rozwoju pompowtryskiwaczy II generacji. Pozwalają one na podział dawki paliwa na dwie: dawkę wstępną (pilotażową) i dawkę zasadniczą. Dawka zasadnicza jest podawana z pewnym opóźnieniem po to, aby wtrysk odbył się w obszarze początków samozapłonu dawki pilotażowej - przez co praca silnika jest cichsza i mniej "twarda" (łagodniejsze narastanie ciśnienia nad tłokiem). 
Rozwój elektroniki i elektronicznych układów wtryskowych (znanych pod postacią systemu common-rail i pozwalających na podawanie dawki paliwa w kilku porcjach - w tym porcji dopalającej) sprawia, że tego typu system zasilania ma przewagę pod względem ekologicznym (spełnienie wysokich wymagań czystości spalin). Piezoelektryczny element sterujący w common-rail może być przełączany cztery razy szybciej niż elektromagnetyczny element sterujący w pompowtryskiwaczach (masa ruchomych elementów związanych z iglicą jest cztery razy mniejsza niż w pompowtryskiwaczach). Wiele wytwórni już dziś nie rozwija technologii pompowtryskiwaczy. Wspomniane elementy sprawią, iż w ciągu najbliższych lat produkcja nowych silników zasilanych pompowtryskiwaczami będzie stopniowo malała.